# De Grote Sinterklaasfilm
De Grote Sinterklaasfilm is een Nederlandse kinderfilm uit 2020 met Sinterklaas in de hoofdrol. De film werd geregisseerd door Lucio Messercola en ging op 7 oktober 2020 in première.

## Verhaal
Wanneer de Pieten beginnen aan de voorbereidingen voor 5 december, komen ze voor een grote uitdaging te staan. Het kasteel van Sinterklaas staat op instorten en dan moeten Sinterklaas en zijn Pieten noodgedwongen naar een camping verhuizen. Hugo Hogepief, Kim Kado, Bennie Taai Taai, Marco Marsepein en Willem Wortel doen er alles aan om het grote Sinterklaasfeest te redden. Uiteindelijk blijkt het kasteel niet op instorten te staan, maar is het een sluw plan van Stan & Olivier om appartementen op de plek van het kasteel te bouwen.

## Rolverdeling
| acteur             | personage       |
| ------------------ | --------------- |
| Bram van der Vlugt | Sinterklaas     |
| Filip Bolluyt      | Stan            |
| Lennart Lemmens    | Olivier         |
| Chris Tates        | Hugo Hogepief   |
| Giovanni Caminita  | Marco Marsepein |
| Joshua Albano      | Bennie Taaitaai |
| Wes Mutsaars       | Paco Post       |
| Stef de Reuver     | Willem Wortel   |
| Peter R. de Vries  | Rechercheur     |
| Dennis Hoevers     | Rechercheur     |
| Erica Terpstra     | Burgemeester    |

## Achtergrond
De film werd geregisseerd door Lucio Messercola. Het scenario van de film werd geschreven door Trui van de Brug, naar een verhaal van Messercola en Marcella Westen. De Grote Sinterklaasfilm is de tweede film in de reeks De Grote Sinterklaasfilms. Zo waren Bram van der Vlugt, Chris Tates, Joshua Albano en Wes Mutsaars ook in het eerste deel De brief voor Sinterklaas te zien.
Dit was de laatste (film)rol van Bram van der Vlugt die twee maanden na het uitbrengen van de film is overleden aan de gevolgen van COVID-19. In de films die volgden werd zijn rol overgenomen door Robert ten Brink.

### Muziek
De filmmuziek werd geschreven en gecomponeerd door Rick Pols en Arjan Kiel. De titelsong 'Allemaal Kadootjes' is gezongen door Kim Kado en Bennie Taai Taai en is geschreven en geproduceerd door Linda Pols en Rick Pols.

## Release
De Grote Sinterklaasfilm ging op 7 oktober 2020 in première. Na twee maanden, op 7 december 2020, werd de film bekroond met een Gouden Film voor het behalen van 100.000 bezoekers.
De andere vervolgfilms die in de jaren hierna werden uitgebracht, borduurden verder op de naam van deze film, zo verscheen in 2021 De Grote Sinterklaasfilm: Trammelant in Spanje, verscheen in 2022 De Grote Sinterklaasfilm: Gespuis in de speelgoedkluis en verscheen in 2023 De Grote Sinterklaasfilm en de strijd om pakjesavond. Ook in deze films keerden meerdere acteurs terug.